# Cattedrale di Sant'Elisabetta (Malabo)
La Cattedrale di Santa Elisabetta (in spagnolo: Catedral de Santa Isabel de Malabo),  comunemente conosciuta come cattedrale di Malabo, è il principale luogo di culto cattolico di Malabo, sede della sua arcidiocesi, nonché chiesa cattolica più grande della nazione.

## Storia
La costruzione della cattedrale, intitolata a Santa Elisabetta d'Ungheria, incominciò nel 1897, grazie specialmente alle donazioni fornite dall'Impero spagnolo (all'epoca infatti la Guinea Equatoriale rientrava fra i suoi possedimenti), mentre l'architetto incaricato per la costruzione della chiesa, che fu infine inaugurata nel 1916, fu Luis Segarra Llairadó. Il 16 gennaio 2020, la cattedrale, nella quale era in corso un restuaro, fu gravemente danneggiata durante un incendio.
La cattedrale, che al suo interno presenta due navate laterali e una centrale, è in stile neogotico, mentre i due campanili che fiancheggiano la facciata sono alti 40 metri.